# Бровары (аэропорт)

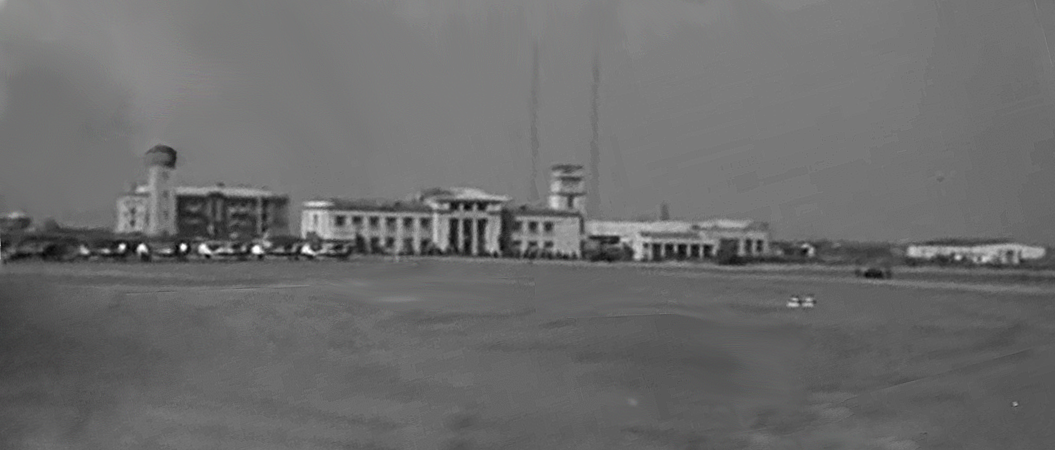
Здание аэровокзала «Бровары», 1940 год.

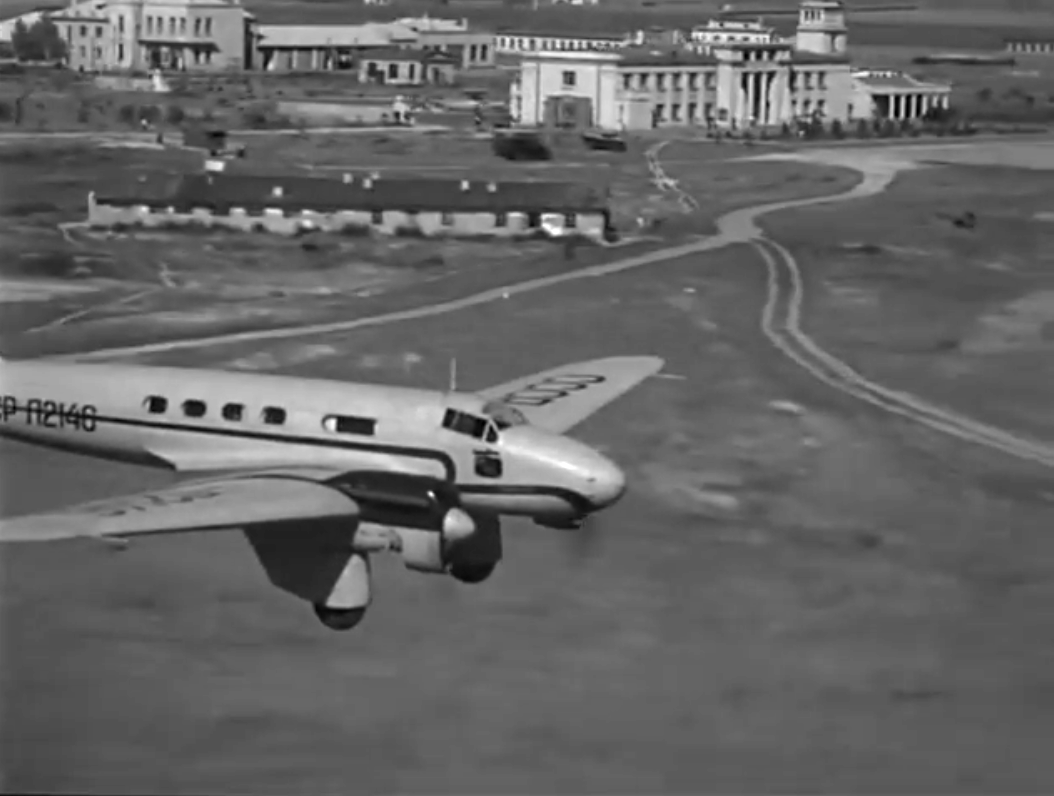
Самолёт ПС-89 над аэродромом Киев-Бровары, 1940 год.

«Бровары», Броварской аэропо́рт «Ки́ев», «Киев-Бровары» — аэропорт, который существовал около города Бровары.
В период с 1935 года по 1941 год — главный аэропорт, обслуживавший город Киев и ближайшие местности УССР. Располагался невдалеке от окончания нынешней киевской улицы Броварской сотни. Был уничтожен (здания аэровокзала) немцами 25 июня 1941 года.

## История строительства и использования
Только с 1910 года по 1916 год в окрестностях Киева появилось четыре аэродрома, один из них, в пригороде, в Броварах. В Киевском военном округе, в сентябре 1913 года, проводились общевойсковые учения, и на них впервые в округе была представлена авиация не в виде отдельных самолётов, объединённых только на время манёвров, а штатные авиационные отряды, в том числе и авиаотряд 11-го армейского корпуса, который базировался под Броварами, на аэродроме, которые тогда представляли собой любую площадку достаточной длины для взлёта и посадки аэропланов.
Для развития советской гражданской авиации добровольными взносами трудящихся республики, к концу 1923 года, было собрано около 300 000 рублей золотом. За рубежами Родины были закуплены пассажирские самолёты, которым присвоили собственные имена в честь наиболее отличившихся при сборе средств городов и профсоюзов: «Харьковский пролетарий», «Харьковский металлист», «Сталинский пролетарий», «Донецкий шахтёр», «Красный химик», «Красный киевлянин», которые и стали совершать авиарейсы в республике, в том числе и в Киев. Осознавая важность авиасообщений было принято решение для строительства крупного аэропорта, в соответствии с планами перспективного развития Киева было решено строить большой аэропорт на базе площадки в Броварах, недалеко от черты города.
Первые авиационные рейсы с посадкой на месте будущего аэропорта начались ещё в 1924 году, а строительство аэровокзала — в 1933 году. Деньги на сооружение были собраны с местных жителей, которых также бесплатно привлекали к строительству по выходным.
С 1935 году Броварской аэропорт функционировал как основной аэропорт столицы УССР. Отсюда летали рейсы в Москву, Ленинград, Минеральные Воды. По территории Советской Украины проходили маршруты, туда и обратно: Киев-Бровары — Полтава; Киев-Бровары — Харьков; Киев-Бровары — Одесса; Киев-Бровары — Запорожье; Киев-Бровары — Сумы; Киев-Бровары — Днепропетровск; Киев-Бровары — Сталино.
В сентябре 1935 года в Броварах проводились учения военной авиации ВС Союза ССР. В связи с этим аэропорт посетили: генерал Луазо, И. Якир, Г. Жуков, С. Будённый, С. Косиор, П. Постышев и другие. В ходе манёвров провели крупную авиадесантную операцию по захвату Броварского аэропорта — первый случай применения в СССР крупного воздушного десанта. Были десантированы 1188 парашютистов с карабинами и лёгким автоматическим оружием, переброшены по воздуху и высажены 1765 бойцов и командиров двух стрелковых полков с лёгким автоматическим вооружением, 29 станковыми пулемётами, а также две артбатареи, один танк и несколько легковых и специальных автомобилей — вся операция заняла менее двух часов.
В 1936 году по проекту архитекторов И. Я. Михайловского и Н. В. Сдобнева сооружено здание аэровокзала.
В 1939 году открыт новый маршрут из аэропорта: Львов — Дрогобыч — Луцк — Ровно.
В 1940 году ежедневно из аэропорта вылетали 50 самолётов, и за год обслуживалось около 50 000 пассажиров. В том же году и до самого начала войны на аэродроме базировалась 17-я отдельная учебная эскадрилья ГВФ, которая готовила лётчиков для боевых машин РККА.
25 июня 1941 года на аэропорт совершила налёт немецкая авиация, в результате чего был уничтожен авиавокзал и другие здания и сооружения. Во время войны немцами восстановлены ВПП, что позволило им разместить свои силы на аэродроме, так в 1942 году сюда прилетал начальник Имперского министерства оккупированных восточных территорий А. Э. Розенберг.
В июле 1944 года на аэродроме базировался 146-й гвардейский истребительный авиационный полк ПВО из состава 9-го Воронежского истребительного авиационного корпуса ПВО на самолетах Як-7 (до 1945 г.), Як-9 и Bell P-39 Airacobra, выполняя задачи ПВО Киева и переправ через Днепр. В 1950 году полк перебазировался на аэродром Васильков.
Сегодня на месте аэропорта располагаются главным образом руины брошенных военных городков, стрелковый комплекс «Сапсан-Спорт» и несколько жилых домов по улице Броварской сотни. Также сохранились пропилеи, которые стояли при въезде. Проезд маршрутным автобусом № 411 от станции метро «Лесная» до конечной остановки.

## Интересные факты
«Киевская киностудия имени Довженко» снимала на аэродроме фильм «Истребители» (1939 года), а «Советская Беларусь» и «Мосфильм» — «Будни» (1940 года).

### Видео
- Киевский аэропорт Бровары, 1940 г. на YouTube

## Галерея

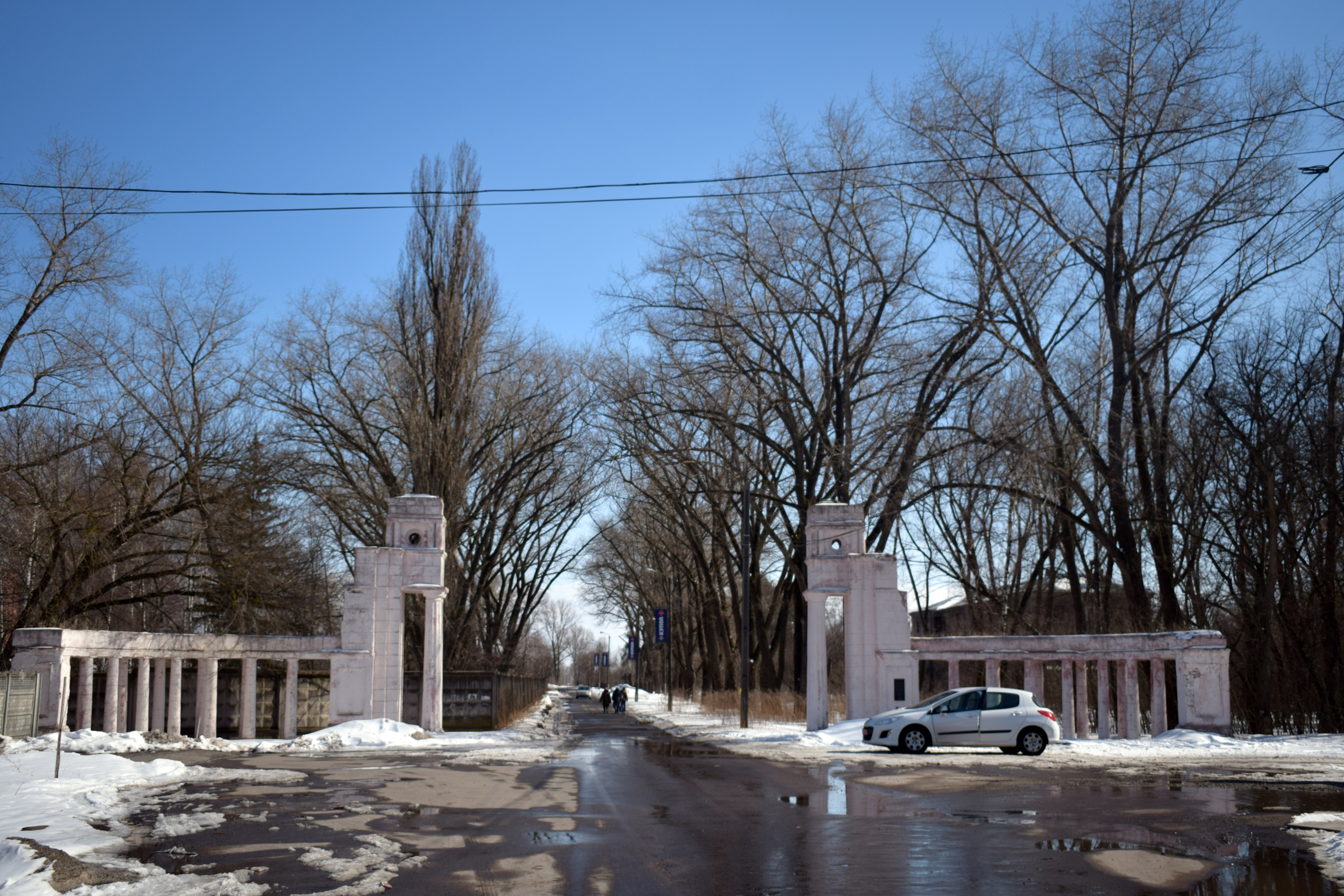
Пропилеи на въезде в аэропорт
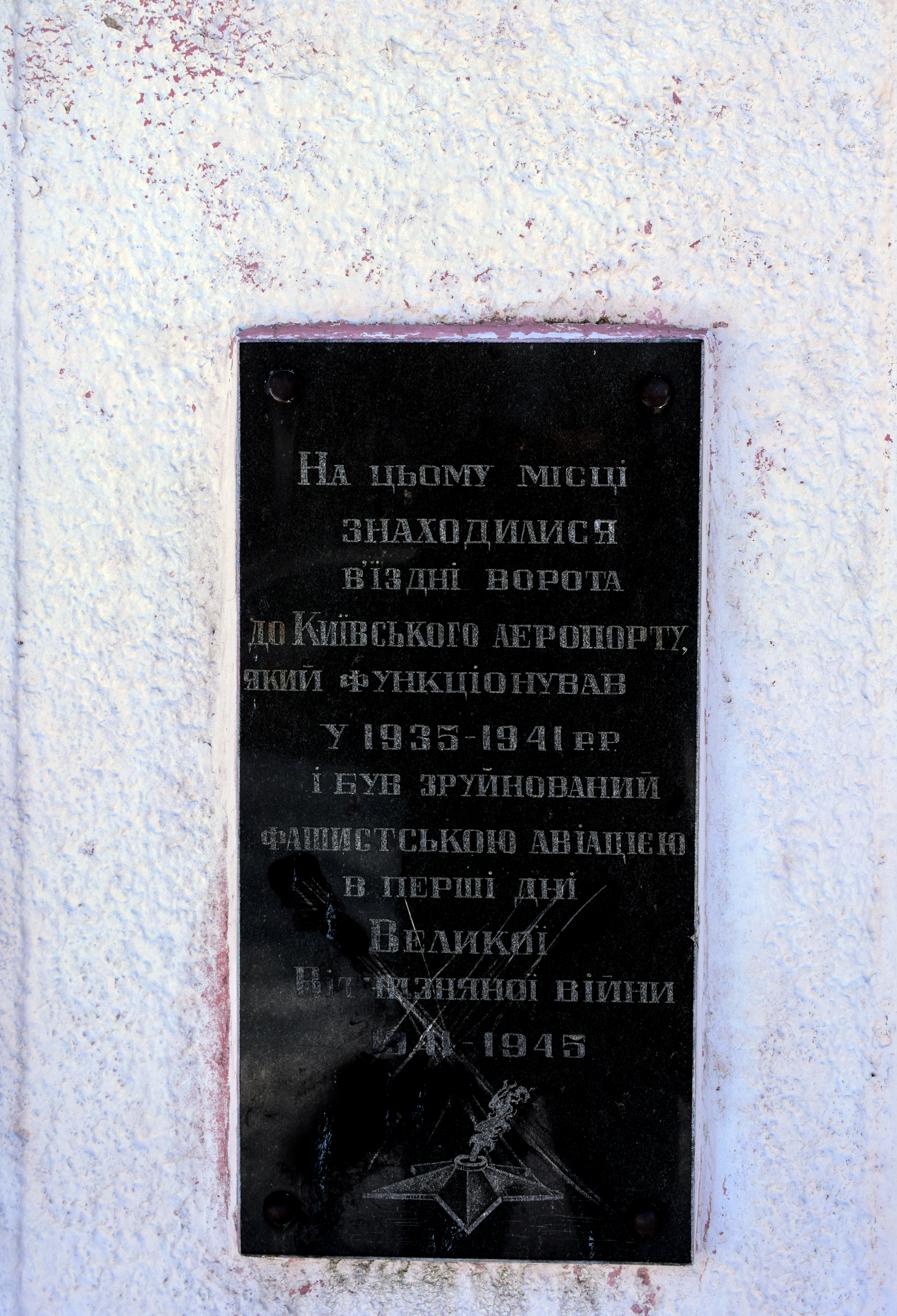
Мемориальная доска на пропилеях
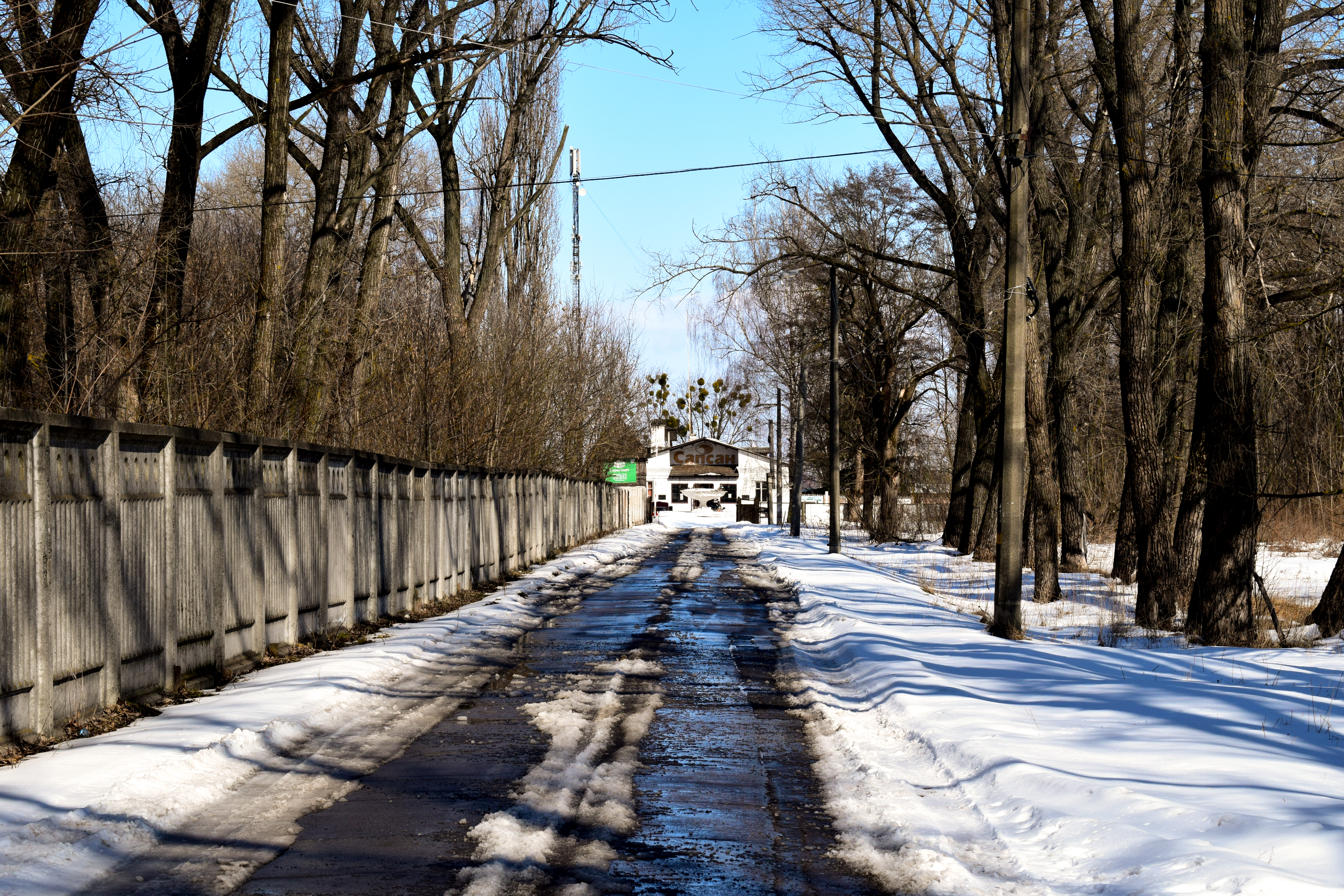
Стрелковый комплекс «Сапсан-спорт»
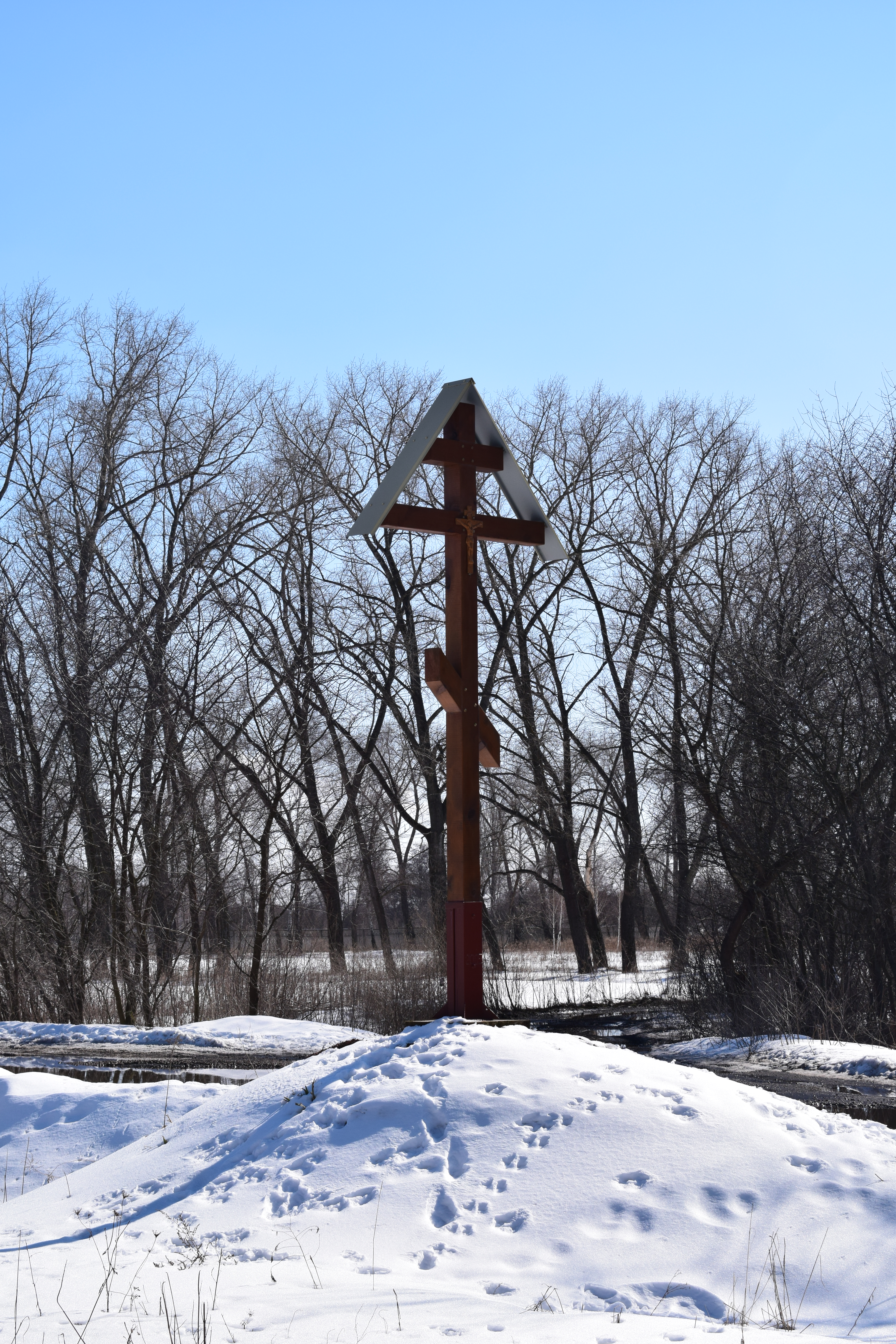
Крест при дороге